# 1984 (Album)
1984 (stilisiert als MCMLXXXIV auf dem Cover) ist das sechste Album der amerikanischen Hard-Rock-Band Van Halen. Die bekannteste Singleauskopplung des Albums ist Jump.

## Veröffentlichung und Erfolg
Das Album erreichte Platz zwei der Billboard-Albumcharts. An erster Position lag zu dieser Zeit Michael Jacksons Album Thriller, bei dem Eddie Van Halen das bekannte Solo zu Beat It beisteuerte. Obwohl Eddie Van Halen zuvor fast nur als Gitarrist bekannt war, spielte er auf 1984 alle Keyboard-Parts ein, die besonders die Songs Jump, I’ll Wait und das Intro 1984 prägen. Bereits auf dem Album Women and Children First hatte der Gitarrist bei einem Song ein Wurlitzer Electric Piano verwendet, dies war aber aufgrund der verwendeten Effekte jedoch nicht als solches zu erkennen. Das Album 1984 war das erste, welches Van Halen in Eddie Van Halens Studio 5150 aufnahmen; dadurch hatte die Band bei der Gestaltung des Albums deutlich mehr Möglichkeiten.
1984 war bis A Different Kind of Truth aus dem Jahr 2012 das letzte Album mit Sänger David Lee Roth. Dieser verließ die Band im folgenden Jahr aufgrund von Spannungen mit Eddie Van Halen und startete eine Solokarriere. Der Song Panama wurde 2005 für das Videospiel Gran Turismo 4 verwendet.
Nach dem Tod Eddie Van Halens im Oktober 2020 stieg das Album erneut in die Billboard-Albumcharts auf Platz 45 ein und konnte sich ein paar Wochen in den Charts halten. Im November 2020 wurde die Single Jump fast 37 Jahre nach ihrer Erstveröffentlichung von der British Phonographic Industry mit Platin ausgezeichnet.

## Titelliste
Alle Songs wurden von Anthony, Roth, E. Van Halen und A. Van Halen geschrieben.
1. 1984 – 1:07
2. Jump – 4:04
3. Panama – 3:32
4. Top Jimmy – 3:02
5. Drop Dead Legs – 4:15
6. Hot for Teacher – 4:44
7. I’ll Wait – 4:45
8. Girl Gone Bad – 4:35
9. House of Pain – 3:19

## Kommerzieller Erfolg

### Chartplatzierungen

#### Album
| ChartsChartplatzierungen       | Höchstplatzierung | Wochen |
| ------------------------------ | ----------------- | ------ |
| Deutschland (GfK)              | 11 (30 Wo.)       | 30     |
| Österreich (Ö3)                | 12 (6 Wo.)        | 6      |
| Schweiz (IFPI)                 | 7 (20 Wo.)        | 20     |
| Vereinigte Staaten (Billboard) | 2 (83 Wo.)        | 83     |
| Vereinigtes Königreich (OCC)   | 15 (25 Wo.)       | 25     |

| ChartsJahrescharts (1984) | Platzierung |
| ------------------------- | ----------- |
| Deutschland (GfK)         | 25          |
| Schweiz (IFPI)            | 18          |

#### Singles
Die Singleauskopplung Jump erreichte Platz eins der US-amerikanischen Single-Charts und war einer der größten Hits des Jahres. Die Songs Panama und I’ll Wait wurde ebenfalls als Single veröffentlicht und erreichten Platz 13 der Charts. Hot for Teacher erreichte Platz 56. 
| Jahr | Titel           | Höchstplatzierung, Gesamtwochen, AuszeichnungChartplatzierungen (Jahr, Titel, , Platzierungen, Wochen, Auszeichnungen, Anmerkungen) | Höchstplatzierung, Gesamtwochen, AuszeichnungChartplatzierungen (Jahr, Titel, , Platzierungen, Wochen, Auszeichnungen, Anmerkungen) | Höchstplatzierung, Gesamtwochen, AuszeichnungChartplatzierungen (Jahr, Titel, , Platzierungen, Wochen, Auszeichnungen, Anmerkungen) | Höchstplatzierung, Gesamtwochen, AuszeichnungChartplatzierungen (Jahr, Titel, , Platzierungen, Wochen, Auszeichnungen, Anmerkungen) | Höchstplatzierung, Gesamtwochen, AuszeichnungChartplatzierungen (Jahr, Titel, , Platzierungen, Wochen, Auszeichnungen, Anmerkungen) | Höchstplatzierung, Gesamtwochen, AuszeichnungChartplatzierungen (Jahr, Titel, , Platzierungen, Wochen, Auszeichnungen, Anmerkungen) | Anmerkungen                                                   |
| Jahr | Titel           | DE | AT | CH | UK | US | Rock | Anmerkungen                                                   |
| ---- | --------------- | --- | --- | --- | --- | --- | --- | ------------------------------------------------------------- |
| 1983 | Jump            | DE4 (16 Wo.)DE | AT4 (8 Wo.)AT | CH4 (13 Wo.)CH | UK7 Platin · (13 Wo.)UK | US1 Gold · (21 Wo.)US | Rock1 (13 Wo.)Rock | Erstveröffentlichung: 21. Dezember 1983 Verkäufe: + 1.960.000 |
| 1984 | Panama          | — | — | — | UK61 Silber · (3 Wo.)UK | US13 (15 Wo.)US | Rock2 (31 Wo.)Rock | Erstveröffentlichung: Juni 1984 Verkäufe: + 215.000           |
| 1984 | I’ll Wait       | — | — | — | UK85 (2 Wo.)UK | US13 (14 Wo.)US | Rock2 (21 Wo.)Rock | Erstveröffentlichung: Juni 1984                               |
| 1984 | Hot for Teacher | — | — | — | UK87 (2 Wo.)UK | US56 (7 Wo.)US | Rock24 (13 Wo.)Rock | Erstveröffentlichung: Oktober 1984                            |

grau schraffiert: keine Chartdaten aus diesem Jahr verfügbar

### Auszeichnungen für Musikverkäufe
Das Album ist eines der beiden Van-Halen-Alben, die alleine in den USA mehr als 10 Millionen Mal verkauft wurden und mit einer Diamantenen Schallplatte ausgezeichnet wurde. 2009 erreichte es in Deutschland Platinstatus.
| Land/Region                  | Auszeichnungen für Musikverkäufe (Land/Region, Auszeichnung, Verkäufe) | Verkäufe   |
| ---------------------------- | ---------------------------------------------------------------------- | ---------- |
| Deutschland (BVMI)           | Platin                                                                 | 500.000    |
| Finnland (IFPI)              | Gold                                                                   | 25.305     |
| Frankreich (SNEP)            | Gold                                                                   | 100.000    |
| Italien (FIMI)               | Gold                                                                   | 25.000     |
| Japan (RIAJ)                 | Gold                                                                   | 100.000    |
| Kanada (MC)                  | 5× Platin                                                              | 500.000    |
| Neuseeland (RMNZ)            | 2× Platin                                                              | 40.000     |
| Vereinigte Staaten (RIAA)    | Diamant                                                                | 10.000.000 |
| Vereinigtes Königreich (BPI) | Gold                                                                   | 100.000    |
| Insgesamt                    | 5× Gold · 8× Platin · 1× Diamant ·                                     | 11.380.305 |

Hauptartikel: Van Halen/Auszeichnungen für Musikverkäufe